# James Cotton (cestista)
James Wesley Cotton (Los Angeles, 14 dicembre 1975) è un ex cestista statunitense, professionista nella NBA, CBA, PLK, IBA e NBL.
È il fratello di Schea Cotton.

## Carriera
È stato selezionato dai Denver Nuggets al secondo giro del Draft NBA 1997 (32ª scelta assoluta).